# Savoia-Marchetti S.59
Die Savoia-Marchetti S.59 war ein einmotoriges Doppeldecker-Mehrzweck-Flugboot, das von der italienischen Luftwaffe beauftragt wurde und ab 1926 in mehreren Versionen gebaut wurde.

## Geschichte
Die Regia Aeronautica (italienische Luftwaffe) eröffnete 1924 eine Ausschreibung für ein neues Flugboot, das als Mehrzweckflugzeug die Funktionen Aufklärer, Jäger und Bomber in sich vereinen sollte. Savoia-Marchetti beteiligte sich mit der Savoia-Marchetti S.59 an der Ausschreibung und erhielt den Zuschlag.
Die S.59 war ein auf der S.58 basierendes Militärflugboot, das mit den Neuentwicklungen der S.57 und S.58 verbessert wurde. Die Regia Aeronautica fand bei Savoia-Marchetti einen zuverlässigen und kompetenten Partner, der schon mit der S.13 bei der Regia Aeronautica unter Beweis gestellt hatte. Aus dieser Situation heraus entschloss man sich, ohne Bedenken die S.59 in Serie zu ordern. Nachdem Savoia-Marchetti den Prototyp 1925 zum Testen auslieferte, musste man jedoch feststellen, dass die Maschine mit dem Rolls-Royce-Eagle-Motor mit 360 PS untermotorisiert war. Savoia-Marchetti rüstete die Serienproduktion sofort auf den bekannten Lorraine-Dietrich-12Db-V12-Motor mit 400 PS um, aber auch dieser war für die Militärversion zu schwach. Dennoch wurden 1926 vierzig Maschinen mit dem Lorraine-Dietrich-12Db-V12-Motor an die Regia Aeronautica ausgeliefert.
Die Regia Aeronautica stoppte die Auslieferung 1927 und verlangte eine Nachbesserung. Daraufhin rüstete Savoia-Marchetti auf den Isotta Fraschini-Asso 500 Motor mit 510 PS um. Diese Version sollte S.59bis heißen, von der S.59bis wurden bis 1928 82 Stück an die Regia Aeronautica ausgeliefert. Aufgrund der erhöhten Nachfrage wurde die S.59bis auch von CANT und Macchi jeweils in der Stückzahl von 50 bis 1930 in Lizenz hergestellt. Die S.59bis wurde unter anderem an Italien, Argentinien, Türkei, Paraguay und Rumänien ausgeliefert.
Eine zivile Version der S.59 mit einem geschlossenen Cockpit und Fluggastraum wurde als Version S.59P bezeichnet und seit 1927 hergestellt.

## Technik
Die S.59 war ein einmotoriges Doppeldecker-Jagdbomber-Aufklärungsflugboot mit zwei Mann Besatzung. Pilot und Beobachter saßen nebeneinander im offenen Cockpit und waren nur durch eine Windschutzscheibe geschützt. Der kanuförmige Rumpf bestand aus Holz. Die Tragflächen waren aus Holz, mit Leinen bespannt und mit Holmen und Stahldrähten am Rumpf befestigt. Der Prototyp der S.59 wurde von einem Rolls-Royce Eagle-Motor mit 360 PS und einer Zweiblattluftschraube angetrieben. Da dieser Motor jedoch zu schwach war, rüstete man auf einen bekannten Lorraine-Dietrich 12Db V12-Motor mit 400 PS um. Da sich auch dieser als zu schwach erwiesen hatte, stellte man die Serienproduktion auf den Isotta Fraschini-Asso 500 Motor mit 510 PS um. Die Bewaffnung bestand aus einem 7,7 mm-Maschinengewehr und 280 kg Bombenlast, die an der unteren Tragfläche mitgeführt werden konnte. Die zivile Version der S.59, die S.59P, konnte neben den beiden Piloten noch bis zu vier Passagiere in dem geschlossenen Cockpit und Fahrgastraum mitnehmen.

## Technische Daten
| Kenngröße:            | Daten:                                              |
| --------------------- | --------------------------------------------------- |
| Spannweite            | 15,5 m                                              |
| Länge                 | 10,36 m                                             |
| Höhe                  | 3,5 m                                               |
| Flügelfläche          | 60 m²                                               |
| Leermasse             | 1950 kg                                             |
| Startmasse            | 2950 kg                                             |
| Antrieb               | Isotta Fraschini-Asso 500 Motor mit 510 PS          |
| Reisegeschwindigkeit  | 152 km/h                                            |
| Höchstgeschwindigkeit | 200 km/h                                            |
| Reichweite            | ca. 900 km                                          |
| Besatzung             | 2 Mann militärisch 2 Piloten und 4 Passagiere zivil |
| Bewaffnung            | ein 7,7 mm MG (.303in) bis zu 280 kg Bombenlast     |

## Versionen
| Version:      | Beschreibung                                                                       | Hergestellt |
| ------------- | ---------------------------------------------------------------------------------- | ----------- |
| S.59 Prototyp | Ein Prototyp mit einem Rolls-Royce Eagle-Motor mit 360 PS                          | 1 Stück     |
| S.59          | Lorraine-Dietrich 12Db V12-Motor mit 400 PS. Militärversion                        | 40 Stück    |
| S.59bis       | Isotta Fraschini-Asso 500-Motor mit 510 PS. Militärversion                         | 222 Stück   |
| S.59P         | Zivilvariante mit geschlossener Kabine für zwei Crewmitglieder und vier Passagiere | 18 Stück    |

## Benutzer
Königreich Italien
 Argentinien
 Rumänien
 Paraguay
 Türkei

## Bilder
- S.59bis auf aviadejavu.ru
- S.59bis auf avia-museum.narod.ru